# Schloss Wildenstein (Veltheim)
Wildenstein ist ein Schloss in der Gemeinde Veltheim im Schweizer Kanton Aargau. Es liegt rund 1,5 Kilometer südlich des Dorfes auf einem Felsvorsprung am Fusse des zum Kettenjura gehörenden Veltheimerberg, unweit des westlichen Ufers der Aare.

## Geschichte
Die Anfänge der Burg Wildenstein sind unbekannt. 1301 wird sie als Allod der Schenken von Kasteln erstmals erwähnt, vor 1307 gelangte sie an die Herren von Reinach. Die beiden Wehrtürme entstanden um 1350 und um 1400 erfolgte der Bau oder Ausbau des Palas. Die Anlage hat die Form eines unregelmässigen Vierecks. Um den Innenhof gruppieren sich die beiden Bergfriede, die Ringmauer, der Palas und Ökonomiegebäude. 1415 empfing Henmann von Reinach Wildenstein von der Stadt Bern als Mannlehen, 1465 wurde der Luzerner Heinrich Hasfurter Herr zu Wildenstein und 1487 für kurze Zeit Rudolf von Luternau. 1491 kauften die Brüder Hans Albrecht und Hermann von Mülinen Schloss und Gericht Wildenstein. Hans Thüring Effinger wurde durch seine Heirat mit Ursula von Mülinen Herr zu Wildenstein. 1720 verkaufte Franz Friedrich Effinger Wildenstein an den reichen Handelsmann David Sprüngli (1697–1744), Schwiegersohn des bernischen Stadtwerkmeisters Samuel Jenner. Auf Begehren des Schenkenberger Obervogtes Johann Rudolf von Luternau musste Sprüngli Wildenstein zwangsweise an Bern verkaufen, damit der Obervogt von Schenkenberg Wildenstein anstelle der baufälligen Burg Schenkenberg beziehen konnte. Bis 1798 residierten 15 Obervögte auf Schloss Wildenstein.
Nach dem Untergang der Republik Bern ging Wildenstein an den neu geschaffenen Kanton Aargau über, der das Schloss 1804 an Privat verkaufte. 1816 kaufte der französische Generalleutnant Jean Rapp das Schloss, um sich hierhin zurückzuziehen. 1819 wurde die Besitzung versteigert, das Schlossgebäude und die zugehörigen Landparzellen voneinander getrennt. Das Schloss ging an Fürsprecher Amsler, Ludwig Albrecht Effinger kaufte den Wildensteiner Schachen. Niklaus Friedrich von Mülinen konnte 1831 die übrigen Parzellen erwerben. Mülinens Schwager Rudolf Emanuel Effinger verwaltete dieses Land und bewohnte zu diesem Zweck das Pächterhaus zu Wildenstein. Der Zürcher Maler Carl Friedrich Irminger (1813–1863) kaufte 1840 das Schloss, um es noch im selben Jahr an Rudolf Emanuel Effinger weiterzuverkaufen. Ab 1894 besass Pauline von Sinner–von Effinger (1836–1906) das Schloss. Sie vererbte Schloss Wildenstein als Stiftung für wohltätige Zwecke, verwaltet durch ihre Schwester Julie von Effinger. Julie von Effinger gab die Verwaltung der Stiftung bald an Verwandte weiter, ab 1908 war Anna von May (1876–1925) im Besitz des Schlosses und 1927 wurde der Pfarrer Adolf Frey, verheiratet mit Sophie von Wattenwyl, einer Grossnichte der Pauline von Sinner, neuer Eigentümer. Frey war Vorsteher des Diakonissenhauses Bern und baute ab 1928 ein Altersheim des Diakonissenhauses auf. Dieses existierte bis 1972. Ab 1976 gehörte Wildenstein der Gautschi-Tron-Stiftung, die 2009 Konkurs ging.
2010 wurde Schloss Wildenstein konkursamtlich versteigert. Samuel Wehrli aus Suhr, der neue Besitzer, plante, das Schloss nach einer Restaurierung der Öffentlichkeit als Museum zugänglich zu machen. Im März 2014 gründete Samuel Wehrli die Stiftung Schloss Wildenstein, welche den Erhalt, Unterhalt und Betrieb der künftig öffentlich zugänglichen Schlossanlage sicherstellen sollte. An der Gemeindeversammlung vom 9. Juni 2017 in Veltheim wurde eine durch den Gemeinderat erarbeitete Zonenplanänderung zurückgewiesen. Der Grund war,  dass die Liegenschaft Schloss Wildenstein in der Landwirtschaftszone lag, welche einen Museumsbetrieb nicht zuliess. Damit war die Zukunft des Schlosses Wildenstein erneut ungewiss. An der Gemeindeversammlung vom 7. Juni 2019 stimmten die Stimmberechtigten der Errichtung einer Spezialzone „Schloss Wildenstein“ zu, so dass der Plan des öffentlich zugänglichen Museums letztendlich doch realisiert werden kann. Im August 2022 wurde bekannt, dass Schloss Wildenstein zum Verkauf steht; im März 2024 wurde immer noch ein Käufer gesucht.

## Baugeschichte

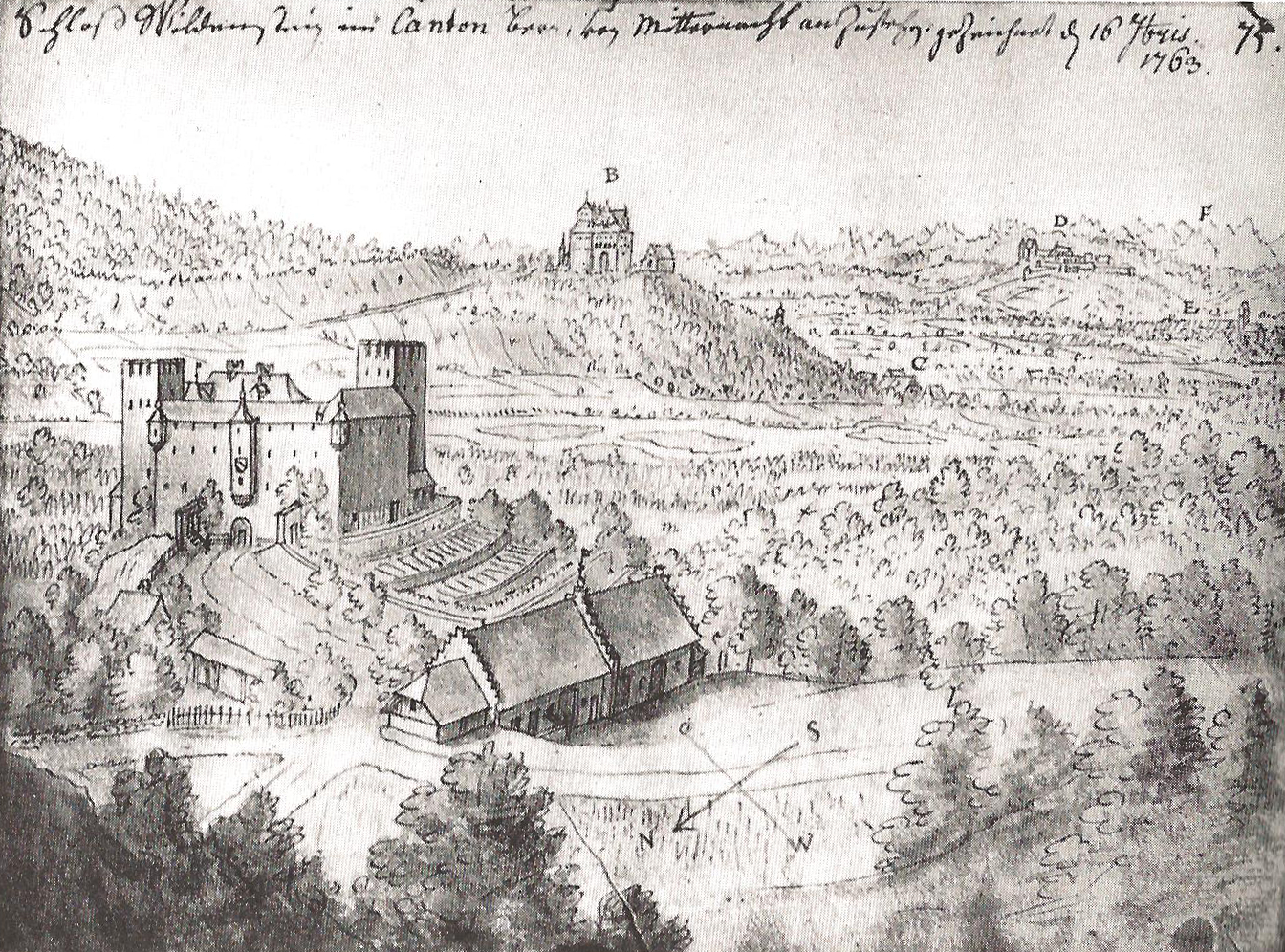
Emanuel Büchel, Wildenstein (1763).

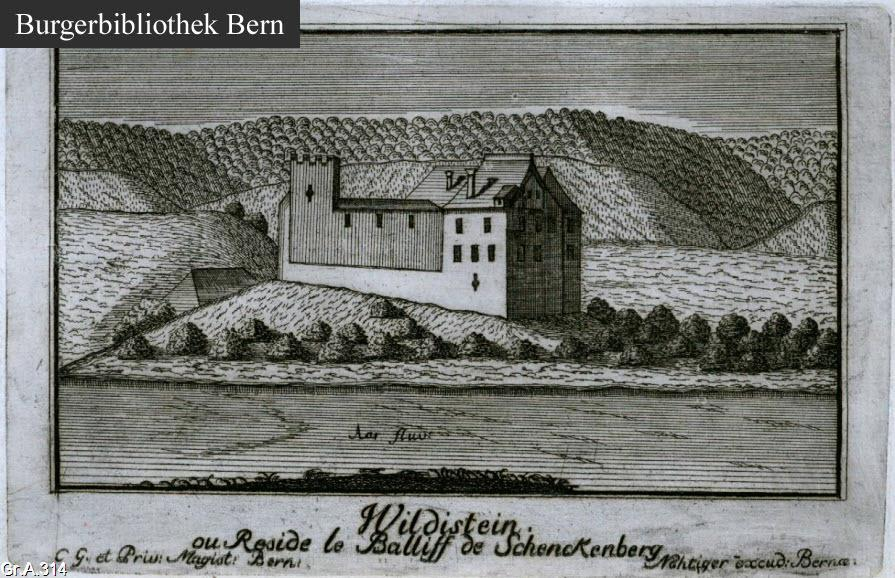
Johann Ludwig Nöthiger, Wildenstein (um 1745)

Die Burg Wildenstein wurde durch die von Rinach im 14. Jahrhundert wohl um die beiden Türme und die Umfassungsmauer erweitert. Zwischen 1465 und 1483 erfolgte ein Ausbau durch den damaligen Besitzer, den Luzerner Schultheissen Heinrich Hasfurter. Hans Thüring Effinger (1619–1667), der durch seine Heirat mit Johanna Margharetha von Mülinen Herr zu Wildenstein geworden war, gab dem Wohnbau von 1645 seine heutige Gestalt. Franz Christoph Effinger, verheiratet mit Juliana Rosina von Erlach, liess die nördliche Schlossmauer sowie den Garten 1695 und 1698 mit barocken Bauelementen versehen. Der bernische Werkmeister Niklaus Schiltknecht erneuerte 1732 vier Gemächer, 1739 erfolgten neue Fenster im Schiltensaal (Südostecke) und in der Audienzstube. Die Audienzstube erhielt zudem eine neue Täferung und einen grossen Ofen. Emanuel Zehender reparierte 1756 baufällige Teile des Schlosses und erstellte unter der Landvogtei einen neuen Keller. 1769 und 1785 erfolgten weitere Reparationen. Das Lehenhaus wurde 1756 instand gestellt, 1783 erfolgten ein Anbau sowie eine Treppe durch Carl Ahasver von Sinner. Rudolf Emanuel Effinger liess das Gebäude ab 1840 herrichten. In der Zeit des Diakonissenhauses erfolgten zahlreiche reversible Eingriffe. Seit 1972 gewärtigte Wildenstein ein wechselhaftes Schicksal. Ab 2012 wurde das Schloss umfassend und fachgerecht restauriert.

## Literatur

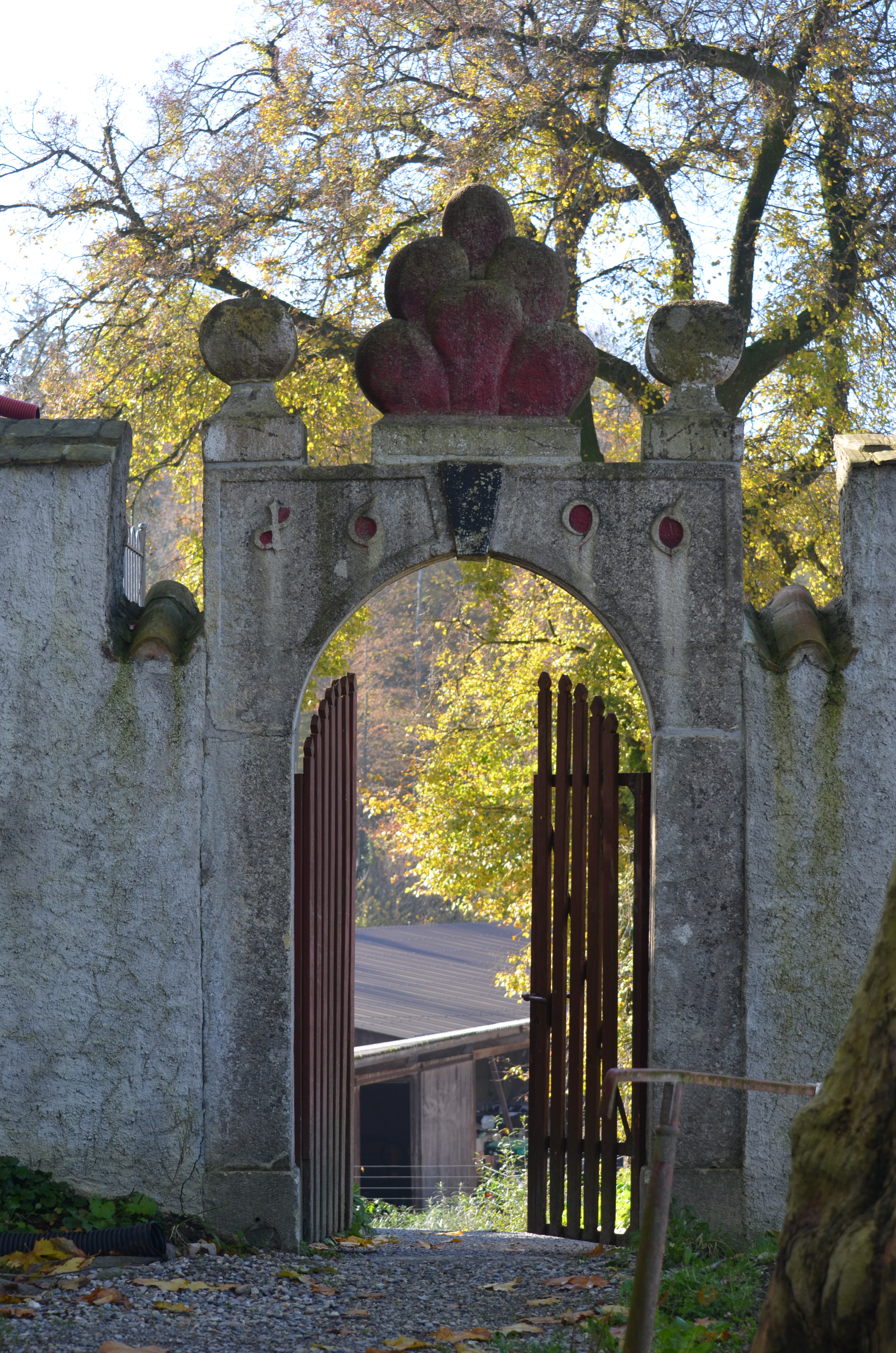
Portal zum Garten (1696)